# Bastardo (Giano dell'Umbria)
Bastardo (littéralement: bâtard) est un hameau de la municipalité de Giano dell'Umbria (province de Pérouse).
Le hameau (290 mètres au-dessus du niveau de la mer) s'est développé principalement après la deuxième guerre mondiale et représente aujourd'hui la zone la plus habitée et la plus industrialisée de tout le territoire municipal (selon les données de l'ISTAT, recensement 2001, compte 1549 habitants).

## Étymologie
Le nom original est Osteria del Bastardo (en français: Taverne du Bâtard) et était une ancienne gare postale le long de la Via Flaminia. Dans les années 1920, il a été raccourci pour prendre la forme curieuse qu'on lui connaît aujourd'hui.

## Économie et événements
Le territoire est riche en parcelles d'oliviers, pour la production d' huile d'olive. Il existe également quelques entreprises pour la production d'huile d'olive, comme Farchioni.
La région est également connue pour la présence de la centrale thermoélectrique Pietro Vannucci, sur le territoire qui surplombe Gualdo Cattaneo. Il se compose de deux sections à vapeur de 75 MW, alimentées par du charbon et du fioul et mises en service en 1967.

## Sport

### Associations sportives
- A.S.D. Bastardo (football)
- AS Dil. Albatros (gymnastique)
- A.P.Dil. Yamashita Judo Club (judo)
- S.S.D. Bastardo calcio a 5 (football à 5)